# Schweiz i Eurovision Song Contest
Schweiz har deltaget i Eurovision Song Contest siden 1956, hvor konkurrencen blev afholdt i Lugano. Det var ét af de første syv lande, der deltog det allerførste år. Landet har i alt tre sejre.
I 1956 vandt Schweiz med Lys Assias "Refrain". Det var den anden sang denne aften, hvor hun også sang "Das alte Karussell", da hver deltager deltog med to sange hver.
I 1988 vandt Schweiz igen med "Ne partez pas sans moi" af Céline Dion. 
Landet vandt konkurrencen for tredje gang i 2024 med Nemo og sangen "The Code". 
Schweiz har tre andenpladser. Den første i 1958 med sangen "Giorgio" af Lys Assia. Den næste kom i 1963 med sangen "T'en va pas" af Esther Ofarim. Den seneste andenplads var i 1986 med sangen "Pas pour moi" af Daniela Simons.
Gjon's Tears skulle have deltaget i 2020, som blev aflyst. Han fik dog lov til at stille op igen året efter i 2021, hvor han fik en tredjeplads i finalen og førstepladsen i semifinalen.
i 2024 vandt Schweiz Eurovision for Tredje gang med Nemo og sangen The Code, i semifinalen fik han en Fjerdeplads.

## Repræsentant
Nøgle
     Vinder
     Anden plads
     Tredje plads
     Sidste plads
     Deltager valgt, men konkurrerede ikke
| År                 | Kunstner                                 | Sang                                 | Sprog           | Oversættelse                  | Finale             | Point              | Semi                        | Point                       |
| ------------------ | ---------------------------------------- | ------------------------------------ | --------------- | ----------------------------- | ------------------ | ------------------ | --------------------------- | --------------------------- |
| 1956               | Lys Assia                                | "Das alte Karussell"                 | Tysk            | Den gamle karrusel            | NA                 | NA                 | Ingen semifinaler           | Ingen semifinaler           |
| 1956               | Lys Assia                                | "Refrain"                            | Fransk          | Refræn                        | 1                  | NA                 | Ingen semifinaler           | Ingen semifinaler           |
| 1957               | Lys Assia                                | "L'enfant que j'étais"               | Fransk          | Det barn, jeg var             | 8                  | 5                  | Ingen semifinaler           | Ingen semifinaler           |
| 1958               | Lys Assia                                | "Giorgio"                            | Tysk, italiensk | —                             | 2                  | 24                 | Ingen semifinaler           | Ingen semifinaler           |
| 1959               | Christa Williams                         | "Irgendwoher"                        | Tysk            | Et eller andet sted           | 4                  | 14                 | Ingen semifinaler           | Ingen semifinaler           |
| 1960               | Anita Traversi                           | "Cielo e terra"                      | Italiensk       | Himmel og jord                | 8                  | 5                  | Ingen semifinaler           | Ingen semifinaler           |
| 1961               | Franca di Rienzo                         | "Nous aurons demain"                 | Fransk          | Vi har i morgen               | 3                  | 16                 | Ingen semifinaler           | Ingen semifinaler           |
| 1962               | Jean Philippe                            | "Le retour"                          | Fransk          | Returneringen                 | 10                 | 2                  | Ingen semifinaler           | Ingen semifinaler           |
| 1963               | Esther Ofarim                            | "T'en va pas"                        | Fransk          | Gå ikke                       | 2                  | 40                 | Ingen semifinaler           | Ingen semifinaler           |
| 1964               | Anita Traversi                           | "I miei pensieri"                    | Italiensk       | Mine tanker                   | 13                 | 0                  | Ingen semifinaler           | Ingen semifinaler           |
| 1965               | Yovanna                                  | "Non, à jamais sans toi"             | Fransk          | Nej, for evigt uden dig       | 8                  | 8                  | Ingen semifinaler           | Ingen semifinaler           |
| 1966               | Madeleine Pascal                         | "Ne vois-tu pas?"                    | Fransk          | Kan du ikke se?               | 6                  | 12                 | Ingen semifinaler           | Ingen semifinaler           |
| 1967               | Géraldine                                | "Quel cœur vas-tu briser?"           | Fransk          | Hvilket hjerte vil du knuse?  | 17                 | 0                  | Ingen semifinaler           | Ingen semifinaler           |
| 1968               | Gianna Mascoio                           | "Guardando il sole"                  | Italiensk       | Ser på solen                  | 13                 | 2                  | Ingen semifinaler           | Ingen semifinaler           |
| 1969               | Paola del Medico                         | "Bonjour, bonjour"                   | Tysk, fransk    | Goddag, goddag                | 5                  | 13                 | Ingen semifinaler           | Ingen semifinaler           |
| 1970               | Henri Des                                | "Retour"                             | Fransk          | Vend tilbage                  | 4                  | 8                  | Ingen semifinaler           | Ingen semifinaler           |
| 1971               | Peter, Sue & Marc                        | "Les illusions de nos vingt ans"     | Fransk          | Illusionerne af vores tyvere  | 12                 | 78                 | Ingen semifinaler           | Ingen semifinaler           |
| 1972               | Veronique Mueller                        | "C'est la chanson de mon amour"      | Fransk          | Dette er min kærlighedssang   | 8                  | 88                 | Ingen semifinaler           | Ingen semifinaler           |
| 1973               | Patrick Juvet                            | "Je vais me marier, Marie"           | Fransk          | Jeg skal giftes, Marie        | 12                 | 79                 | Ingen semifinaler           | Ingen semifinaler           |
| 1974               | Piera Martell                            | "Mein Ruf nach Dir"                  | Tysk            | Mit kald til dig              | 14                 | 3                  | Ingen semifinaler           | Ingen semifinaler           |
| 1975               | Simone Drexel                            | "Mikado"                             | Tysk            | —                             | 6                  | 77                 | Ingen semifinaler           | Ingen semifinaler           |
| 1976               | Peter, Sue & Marc                        | "Djambo, Djambo"                     | Engelsk         | —                             | 4                  | 91                 | Ingen semifinaler           | Ingen semifinaler           |
| 1977               | Pepe Lienhard Band                       | "Swiss Lady"                         | Tysk            | Schweizisk dame               | 6                  | 71                 | Ingen semifinaler           | Ingen semifinaler           |
| 1978               | Carole Vinci                             | "Vivre"                              | Fransk          | At leve                       | 9                  | 65                 | Ingen semifinaler           | Ingen semifinaler           |
| 1979               | Peter, Sue & Marc + Pfuri, Gorps & Kniri | "Trödler und Co"                     | Tysk            | Skrammelhandler og co.        | 10                 | 60                 | Ingen semifinaler           | Ingen semifinaler           |
| 1980               | Paola del Medico                         | "Cinéma"                             | Fransk          | Biograf                       | 4                  | 104                | Ingen semifinaler           | Ingen semifinaler           |
| 1981               | Peter, Sue & Marc                        | "Io senza te"                        | Italiensk       | Mig uden dig                  | 4                  | 121                | Ingen semifinaler           | Ingen semifinaler           |
| 1982               | Arlette Zola                             | "Amour on t'aime"                    | Fransk          | Elskede, vi elsker dig        | 3                  | 97                 | Ingen semifinaler           | Ingen semifinaler           |
| 1983               | Mariella Farré                           | "Io così non ci sto"                 | Italiensk       | Jeg kan ikke lide det sådan   | 15                 | 28                 | Ingen semifinaler           | Ingen semifinaler           |
| 1984               | Rainy Day                                | "Welche Farbe hat der Sonnenschein?" | Tysk            | Hvilken farve har solskinnet? | 16                 | 30                 | Ingen semifinaler           | Ingen semifinaler           |
| 1985               | Mariella Farré & Pino Gasparini          | "Piano, piano"                       | Tysk            | Klaver, klaver                | 12                 | 39                 | Ingen semifinaler           | Ingen semifinaler           |
| 1986               | Daniela Simons                           | "Pas pour moi"                       | Fransk          | Ikke for mig                  | 2                  | 140                | Ingen semifinaler           | Ingen semifinaler           |
| 1987               | Carol Rich                               | "Moitié, moitié"                     | Fransk          | Halv, halv                    | 17                 | 26                 | Ingen semifinaler           | Ingen semifinaler           |
| 1988               | Céline Dion                              | "Ne partez pas sans moi"             | Fransk          | Gå ikke uden mig              | 1                  | 137                | Ingen semifinaler           | Ingen semifinaler           |
| 1989               | Furbaz                                   | "Viver senza tei"                    | Rætoromansk     | At leve uden dig              | 13                 | 47                 | Ingen semifinaler           | Ingen semifinaler           |
| 1990               | Egon Egemann                             | "Musik klingt in die Welt hinaus"    | Tysk            | Musik lyder verden rundt      | 11                 | 51                 | Ingen semifinaler           | Ingen semifinaler           |
| 1991               | Sandra Simó                              | "Canzone per te"                     | Italiensk       | Sang til dig                  | 5                  | 118                | Ingen semifinaler           | Ingen semifinaler           |
| 1992               | Daisy Auvray                             | "Mister Music Man"                   | Fransk          | Hr. Musikmand                 | 15                 | 32                 | Ingen semifinaler           | Ingen semifinaler           |
| 1993               | Annie Cotton                             | "Moi, tout simplement"               | Fransk          | Bare mig                      | 3                  | 148                | Kvalifikacija za Millstreet | Kvalifikacija za Millstreet |
| 1994               | Duilio                                   | "Sto pregando"                       | Italiensk       | Jeg beder                     | 19                 | 15                 | Ingen semifinaler           | Ingen semifinaler           |
| Deltog ikke i 1995 |                                          |                                      |                 |                               |                    |                    |                             |                             |
| 1996               | Kathy Leander                            | "Mon cœur l'aime"                    | Fransk          | Mit hjerte elsker hende       | 16                 | 22                 | 8                           | 67                          |
| 1997               | Barbara Berta                            | "Dentro di me"                       | Italiensk       | Inde i mig                    | 22                 | 5                  | Ingen semifinaler           | Ingen semifinaler           |
| 1998               | Gunvor                                   | "Lass ihn"                           | Tysk            | Lad ham                       | 25                 | 0                  | Ingen semifinaler           | Ingen semifinaler           |
| Deltog ikke i 1999 |                                          |                                      |                 |                               |                    |                    |                             |                             |
| 2000               | Jane Bogaert                             | "La vita cos'è?"                     | Italiensk       | Hvad er livet?                | 20                 | 14                 | Ingen semifinaler           | Ingen semifinaler           |
| Deltog ikke i 2001 |                                          |                                      |                 |                               |                    |                    |                             |                             |
| 2002               | Francine Jordi                           | "Dans le jardin de mon âme"          | Fransk          | I min sjæls have              | 22                 | 15                 | Ingen semifinaler           | Ingen semifinaler           |
| Deltog ikke i 2003 |                                          |                                      |                 |                               |                    |                    |                             |                             |
| 2004               | Piero and the MusicStars                 | "Celebrate!"                         | Engelsk         | Fejr!                         | Ikke kvalificeret  | Ikke kvalificeret  | 22                          | 0                           |
| 2005               | Vanilla Ninja                            | "Cool Vibes"                         | Engelsk         | Fede vibes                    | 8                  | 128                | 8                           | 114                         |
| 2006               | six4one                                  | "If We All Give a Little"            | Engelsk         | Hvis vi alle giver lidt       | 16                 | 30                 | Top 10 året før             | Top 10 året før             |
| 2007               | DJ BoBo                                  | "Vampires Are Alive"                 | Engelsk         | Vampyrer er i live            | Ikke kvalificeret  | Ikke kvalificeret  | 20                          | 40                          |
| 2008               | Paolo Meneguzzi                          | "Era stupendo"                       | Italiensk       | Det var pragtfuldt            | Ikke kvalificeret  | Ikke kvalificeret  | 13                          | 47                          |
| 2009               | Lovebugs                                 | "The Highest Heights"                | Engelsk         | De højeste højder             | Ikke kvalificeret  | Ikke kvalificeret  | 14                          | 15                          |
| 2010               | Michael von der Heide                    | "Il pleut de l'or"                   | Fransk          | Det regner guld               | Ikke kvalificeret  | Ikke kvalificeret  | 17                          | 2                           |
| 2011               | Anna Rossinelli                          | "In Love For a While"                | Engelsk         | Forelsket i et øjeblik        | 25                 | 19                 | 10                          | 55                          |
| 2012               | Sinplus                                  | "Unbreakable"                        | Engelsk         | Ubrydelig                     | Ikke kvalificeret  | Ikke kvalificeret  | 11                          | 45                          |
| 2013               | Takasa                                   | "You and Me"                         | Engelsk         | Dig og mig                    | Ikke kvalificeret  | Ikke kvalificeret  | 13                          | 41                          |
| 2014               | Sebalter                                 | "Hunter of Stars"                    | Engelsk         | Stjernejæger                  | 13                 | 64                 | 4                           | 92                          |
| 2015               | Mélanie René                             | "Time to Shine"                      | Engelsk         | Tid til at skinne             | Ikke kvalificeret  | Ikke kvalificeret  | 17                          | 4                           |
| 2016               | Rykka                                    | "The Last of Our Kind"               | Engelsk         | Den sidste af vores slags     | Ikke kvalificeret  | Ikke kvalificeret  | 18                          | 28                          |
| 2017               | Timebelle                                | "Apollo"                             | Engelsk         | —                             | Ikke kvalificeret  | Ikke kvalificeret  | 12                          | 97                          |
| 2018               | Zibbz                                    | "Stones"                             | Engelsk         | Sten                          | Ikke kvalificeret  | Ikke kvalificeret  | 13                          | 86                          |
| 2019               | Luca Hänni                               | "She Got Me"                         | Engelsk         | Hun fik mig                   | 4                  | 364                | 4                           | 232                         |
| 2020               | Gjon's Tears                             | "Répondez-moi"                       | Fransk          | Svar mig                      | Konkurrence aflyst | Konkurrence aflyst | Konkurrence aflyst          | Konkurrence aflyst          |
| 2021               | Gjon's Tears                             | "Tout l‘univers"                     | Fransk          | Hele universet                | 3                  | 432                | 1                           | 291                         |
| 2022               | Marius Bear                              | "Boys Do Cry"                        | Engelsk         | Drenge græder                 | 17                 | 78                 | 9                           | 118                         |
| 2023               | Remo Forrer                              | "Watergun"                           | Engelsk         | Vandpistol                    | 20                 | 92                 | 7                           | 97                          |
| 2024               | Nemo                                     | "The Code"                           | Engelsk         | Koden                         | 1                  | 591                | 4                           | 132                         |
| 2025               | Zoë Më                                   | "Voyage"                             | Fransk          | Rejse                         | 10                 | 214                | Værtsland                   | Værtsland                   |

## Pointstatistik (1956-2025)

### Flest point til og fra - top 5
NB: Kun point givet i finalerne er talt med.
| Schweiz har givet flest point til | Schweiz har givet flest point til | Schweiz har givet flest point til |
| Placering                         | Land                              | Point                             |
| --------------------------------- | --------------------------------- | --------------------------------- |
| 1                                 | Italien                           | 275                               |
| 2                                 | Frankrig                          | 228                               |
| 3                                 | Storbritannien                    | 225                               |
| 4                                 | Sverige                           | 207                               |
| 5                                 | Tyskland                          | 196                               |

| Schweiz har modtaget flest point fra | Schweiz har modtaget flest point fra | Schweiz har modtaget flest point fra |
| Placering                            | Land                                 | Point                                |
| ------------------------------------ | ------------------------------------ | ------------------------------------ |
| 1                                    | Holland                              | 203                                  |
| 2                                    | Storbritannien                       | 194                                  |
| 3                                    | Østrig                               | 188                                  |
| 4                                    | Finland                              | 176                                  |
| 5                                    | Belgien                              | 169                                  |

### 12 point til og fra
NB: Kun 12 point givet i finalerne er talt med.
| Schweiz har modtaget 12 point fra | Schweiz har modtaget 12 point fra | Schweiz har modtaget 12 point fra |
| År                                | Jury | Televoting                        |
| --------------------------------- | --- | --------------------------------- |
| 1975                              | Italien | Ingen separat televoting          |
| 1976                              | Storbritannien | Ingen separat televoting          |
| 1979                              | Østrig | Ingen separat televoting          |
| 1980                              | Finland, Irland | Ingen separat televoting          |
| 1981                              | Finland, Irland, Jugoslavien, Norge, Storbritannien | Ingen separat televoting          |
| 1982                              | Belgien, Storbritannien | Ingen separat televoting          |
| 1986                              | Belgien, Holland, Israel, Luxembourg, Sverige | Ingen separat televoting          |
| 1988                              | Portugal, Sverige, Tyskland | Ingen separat televoting          |
| 1990                              | Danmark, Grækenland | Ingen separat televoting          |
| 1991                              | Belgien, Luxembourg | Ingen separat televoting          |
| 1992                              | Island | Ingen separat televoting          |
| 1993                              | Frankrig, Luxembourg, Tyskland | Ingen separat televoting          |
| 2005                              | Estland, Letland | Ingen separat televoting          |
| 2006                              | Malta | Ingen separat televoting          |
| 2019                              | Modtog ikke 12 point | Østrig                            |
| 2021                              | Albanien, Belgien, Danmark, Estland, Finland, Island, Israel, Letland | Albanien                          |
| 2024                              | Albanien, Aserbajdsjan, Danmark, Estland, Finland, Georgien, Grækenland, Holland, Irland, Italien, Letland, Litauen, Luxembourg, Malta, Norge, Polen, Portugal, San Marino, Spanien, Sverige, Ukraine, Østrig | Ukraine                           |
| 2025                              | Estland, Polen, Spanien | Modtog ikke 12 point              |

| Schweiz har givet 12 point til | Schweiz har givet 12 point til | Schweiz har givet 12 point til |
| År                             | Jury                           | Televoting                     |
| ------------------------------ | ------------------------------ | ------------------------------ |
| 1975                           | Finland                        | Ingen separat televoting       |
| 1976                           | Storbritannien                 | Ingen separat televoting       |
| 1977                           | Frankrig                       | Ingen separat televoting       |
| 1978                           | Israel                         | Ingen separat televoting       |
| 1979                           | Spanien                        | Ingen separat televoting       |
| 1980                           | Irland                         | Ingen separat televoting       |
| 1981                           | Frankrig                       | Ingen separat televoting       |
| 1982                           | Tyskland                       | Ingen separat televoting       |
| 1983                           | Holland                        | Ingen separat televoting       |
| 1984                           | Irland                         | Ingen separat televoting       |
| 1985                           | Tyrkiet                        | Ingen separat televoting       |
| 1986                           | Sverige                        | Ingen separat televoting       |
| 1987                           | Irland                         | Ingen separat televoting       |
| 1988                           | Luxembourg                     | Ingen separat televoting       |
| 1989                           | Grækenland                     | Ingen separat televoting       |
| 1990                           | Frankrig                       | Ingen separat televoting       |
| 1991                           | Spanien                        | Ingen separat televoting       |
| 1992                           | Frankrig                       | Ingen separat televoting       |
| 1993                           | Irland                         | Ingen separat televoting       |
| 1994                           | Irland                         | Ingen separat televoting       |
| 1996                           | Irland                         | Ingen separat televoting       |
| 1997                           | Storbritannien                 | Ingen separat televoting       |
| 1998                           | Tyskland                       | Ingen separat televoting       |
| 2000                           | Tyskland                       | Ingen separat televoting       |
| 2002                           | Spanien                        | Ingen separat televoting       |
| 2004                           | Serbien og Montenegro          | Ingen separat televoting       |
| 2005                           | Serbien og Montenegro          | Ingen separat televoting       |
| 2006                           | Bosnien-Hercegovina            | Ingen separat televoting       |
| 2007                           | Serbien                        | Ingen separat televoting       |
| 2008                           | Serbien                        | Ingen separat televoting       |
| 2009                           | Tyrkiet                        | Ingen separat televoting       |
| 2010                           | Tyskland                       | Ingen separat televoting       |
| 2011                           | Bosnien-Hercegovina            | Ingen separat televoting       |
| 2012                           | Albanien                       | Ingen separat televoting       |
| 2013                           | Italien                        | Ingen separat televoting       |
| 2014                           | Østrig                         | Ingen separat televoting       |
| 2015                           | Sverige                        | Ingen separat televoting       |
| 2016                           | Australien                     | Serbien                        |
| 2017                           | Portugal                       | Portugal                       |
| 2018                           | Tyskland                       | Serbien                        |
| 2019                           | Nordmakedonien                 | Italien                        |
| 2021                           | Frankrig                       | Serbien                        |
| 2022                           | Grækenland                     | Serbien                        |
| 2023                           | Tjekkiet                       | Albanien                       |
| 2024                           | Grækenland                     | Israel                         |
| 2025                           | Italien                        | Israel                         |

### Flest point til og fra - alle lande
NB: Kun point givet i finalerne er talt med.
| Schweiz har givet point til | Schweiz har givet point til | Schweiz har givet point til |
| Placering                   | Land                        | Point                       |
| --------------------------- | --------------------------- | --------------------------- |
| 1                           | Italien                     | 275                         |
| 2                           | Frankrig                    | 228                         |
| 3                           | Storbritannien              | 225                         |
| 4                           | Sverige                     | 207                         |
| 5                           | Tyskland                    | 196                         |
| 6                           | Irland                      | 192                         |
| =                           | Spanien                     | 192                         |
| 8                           | Israel                      | 173                         |
| 9                           | Portugal                    | 167                         |
| 10                          | Holland                     | 155                         |
| 11                          | Serbien                     | 116                         |
| 12                          | Grækenland                  | 115                         |
| 13                          | Norge                       | 114                         |
| 14                          | Tyrkiet                     | 104                         |
| 15                          | Østrig                      | 103                         |
| 16                          | Albanien                    | 97                          |
| 17                          | Belgien                     | 83                          |
| =                           | Finland                     | 83                          |
| 19                          | Kroatien                    | 72                          |
| 20                          | Bosnien-Hercegovina         | 56                          |
| 21                          | Luxembourg                  | 53                          |
| =                           | Malta                       | 53                          |
| 23                          | Cypern                      | 48                          |
| 24                          | Island                      | 47                          |
| 25                          | Danmark                     | 40                          |
| =                           | Monaco                      | 40                          |
| 27                          | Ukraine                     | 36                          |
| 28                          | Australien                  | 35                          |
| 29                          | Jugoslavien                 | 29                          |
| 30                          | Bulgarien                   | 27                          |
| =                           | Estland                     | 27                          |
| =                           | Nordmakedonien              | 27                          |
| 33                          | Ungarn                      | 26                          |
| 34                          | Serbien og Montenegro       | 24                          |
| 35                          | Letland                     | 22                          |
| 36                          | Rusland                     | 21                          |
| 37                          | Litauen                     | 20                          |
| 38                          | Polen                       | 19                          |
| 39                          | Tjekkiet                    | 12                          |
| 40                          | Aserbajdsjan                | 11                          |
| 41                          | Armenien                    | 10                          |
| 42                          | Rumænien                    | 9                           |
| 43                          | Moldova                     | 6                           |
| 44                          | Slovenien                   | 2                           |
| 45                          | Georgien                    | 1                           |
| 46                          | Andorra                     | 0                           |
| =                           | Hviderusland                | 0                           |
| =                           | Marokko                     | 0                           |
| =                           | Montenegro                  | 0                           |
| =                           | San Marino                  | 0                           |
| =                           | Slovakiet                   | 0                           |

| Schweiz har modtaget point fra | Schweiz har modtaget point fra | Schweiz har modtaget point fra |
| Placering                      | Land                           | Point                          |
| ------------------------------ | ------------------------------ | ------------------------------ |
| 1                              | Holland                        | 203                            |
| 2                              | Storbritannien                 | 194                            |
| 3                              | Østrig                         | 188                            |
| 4                              | Finland                        | 176                            |
| 5                              | Belgien                        | 169                            |
| 6                              | Tyskland                       | 160                            |
| 7                              | Norge                          | 159                            |
| 8                              | Irland                         | 152                            |
| 9                              | Danmark                        | 149                            |
| 10                             | Portugal                       | 147                            |
| 11                             | Sverige                        | 137                            |
| 12                             | Italien                        | 133                            |
| 13                             | Frankrig                       | 129                            |
| 14                             | Luxembourg                     | 128                            |
| 15                             | Spanien                        | 116                            |
| 16                             | Grækenland                     | 99                             |
| =                              | Island                         | 99                             |
| 18                             | Israel                         | 98                             |
| 19                             | Malta                          | 88                             |
| 20                             | Jugoslavien                    | 81                             |
| 21                             | Cypern                         | 80                             |
| 22                             | Estland                        | 75                             |
| 23                             | Polen                          | 74                             |
| 24                             | Slovenien                      | 69                             |
| 25                             | Albanien                       | 68                             |
| 26                             | Tyrkiet                        | 60                             |
| 27                             | Letland                        | 59                             |
| 28                             | Ukraine                        | 57                             |
| 29                             | Litauen                        | 56                             |
| 30                             | Monaco                         | 52                             |
| 31                             | Armenien                       | 44                             |
| 32                             | Kroatien                       | 42                             |
| =                              | San Marino                     | 42                             |
| 34                             | Serbien                        | 41                             |
| 35                             | Aserbajdsjan                   | 40                             |
| =                              | Australien                     | 40                             |
| =                              | Rumænien                       | 40                             |
| 38                             | Georgien                       | 37                             |
| 39                             | Tjekkiet                       | 36                             |
| 40                             | Moldova                        | 30                             |
| 41                             | Nordmakedonien                 | 21                             |
| 42                             | Rusland                        | 20                             |
| 43                             | Hviderusland                   | 18                             |
| 44                             | Montenegro                     | 12                             |
| =                              | Ungarn                         | 12                             |
| 46                             | Bulgarien                      | 10                             |
| 47                             | Marokko                        | 7                              |
| 48                             | Bosnien-Hercegovina            | 4                              |
| =                              | Slovakiet                      | 4                              |
| 50                             | Andorra                        | 0                              |
| =                              | Serbien og Montenegro          | 0                              |

## Vært
| År   | By       | Scene              | Værter                                           |
| ---- | -------- | ------------------ | ------------------------------------------------ |
| 1956 | Lugano   | Teatro Kursaal     | Lohengrin Fihpello                               |
| 1989 | Lausanne | Palais de Beaulieu | Lolita Morena & Jacques Descenaux                |
| 2025 | Basel    | St. Jakobshalle    | Hazel Brugger, Sandra Studer & Michelle Hunziker |

## Kommentatorer og jurytalsmænd
| År   | Kommentator (SRF/Tysk)                                             | Kommentator (RTS/Fransk)                                                          | Kommentator (RSI/Italiensk)                                                                                          | Jurytalsmand                   |
| ---- | ------------------------------------------------------------------ | --------------------------------------------------------------------------------- | --- | ------------------------------ |
| 1956 | Ingen udsendelse                                                   | Robert Burnier                                                                    | Ingen udsendelse | Ingen jurytalsmand             |
| 1957 | Ingen udsendelse                                                   | Kommentator gennem RTF France                                                     | Ingen udsendelse | Mäni Weber                     |
| 1958 | Theodore Haller                                                    | Kommentator gennem RTF France                                                     | Ingen udsendelse | Mäni Weber                     |
| 1959 | Theodore Haller                                                    | Kommentator gennem RTF France                                                     | Ingen udsendelse | Boris Acquadro                 |
| 1960 | Theodore Haller                                                    | Kommentator gennem RTF France                                                     | Ingen udsendelse | Boris Acquadro                 |
| 1961 | Theodore Haller                                                    | Kommentator gennem RTF France                                                     | Ingen udsendelse | Boris Acquadro                 |
| 1962 | Theodore Haller                                                    | Kommentator gennem RTF France                                                     | Kommentator gennem RAI                                                                                               | Alexandre Burger               |
| 1963 | Theodore Haller                                                    | Georges Hardy                                                                     | Kommentator gennem RAI                                                                                               | Alexandre Burger               |
| 1964 | Theodore Haller                                                    | Robert Burnier                                                                    | Kommentator gennem RAI                                                                                               | Alexandre Burger               |
| 1965 | Theodore Haller                                                    | Jean Charles                                                                      | Kommentator gennem RAI                                                                                               | Alexandre Burger               |
| 1966 | Theodore Haller                                                    | Georges Hardy                                                                     | Giovanni Bertini | Alexandre Burger               |
| 1967 | Theodore Haller                                                    | Robert Burnier                                                                    | Giovanni Bertini | Alexandre Burger               |
| 1968 | Theodore Haller                                                    | Georges Hardy                                                                     | Giovanni Bertini | Alexandre Burger               |
| 1969 | Theodore Haller                                                    | Georges Hardy                                                                     | Giovanni Bertini | Alexandre Burger               |
| 1970 | Theodore Haller                                                    | Georges Hardy                                                                     | Giovanni Bertini | Alexandre Burger               |
| 1971 | Theodore Haller                                                    | Georges Hardy                                                                     | Giovanni Bertini | Ingen jurytalsmand             |
| 1972 | Theodore Haller                                                    | Georges Hardy                                                                     | Giovanni Bertini | Ingen jurytalsmand             |
| 1973 | Theodore Haller                                                    | Georges Hardy                                                                     | Giovanni Bertini | Ingen jurytalsmand             |
| 1974 | Theodore Haller                                                    | Georges Hardy                                                                     | Giovanni Bertini | Michel Stocker                 |
| 1975 | Theodore Haller                                                    | Georges Hardy                                                                     | Giovanni Bertini | Michel Stocker                 |
| 1976 | Theodore Haller                                                    | Georges Hardy                                                                     | Giovanni Bertini | Michel Stocker                 |
| 1977 | Theodore Haller                                                    | Georges Hardy                                                                     | Giovanni Bertini | Michel Stocker                 |
| 1978 | Theodore Haller                                                    | Georges Hardy                                                                     | Giovanni Bertini | Michel Stocker                 |
| 1979 | Max Rüeger                                                         | Georges Hardy                                                                     | Giovanni Bertini | Michel Stocker                 |
| 1980 | Theodore Haller                                                    | Georges Hardy                                                                     | Giovanni Bertini | Michel Stocker                 |
| 1981 | Theodore Haller                                                    | Georges Hardy                                                                     | Giovanni Bertini | Michel Stocker                 |
| 1982 | Theodore Haller                                                    | Georges Hardy                                                                     | Giovanni Bertini | Michel Stocker                 |
| 1983 | Theodore Haller                                                    | Georges Hardy                                                                     | Giovanni Bertini | Michel Stocker                 |
| 1984 | Bernard Thurnheer                                                  | Serge Moisson                                                                     | Ezio Guidi | Michel Stocker                 |
| 1985 | Bernard Thurnheer                                                  | Serge Moisson                                                                     | Ezio Guidi | Michel Stocker                 |
| 1986 | Bernard Thurnheer                                                  | Serge Moisson                                                                     | Ezio Guidi | Michel Stocker                 |
| 1987 | Bernard Thurnheer                                                  | Serge Moisson                                                                     | Wilma Gilardi | Michel Stocker                 |
| 1988 | Bernard Thurnheer                                                  | Serge Moisson                                                                     | Ezio Guidi | Michel Stocker                 |
| 1989 | Bernard Thurnheer                                                  | Thierry Masselot                                                                  | Giovanni Bertini | Michel Stocker                 |
| 1990 | Bernard Thurnheer                                                  | Thierry Masselot                                                                  | Emanuela Gaggini | Michel Stocker                 |
| 1991 | Bernard Thurnheer                                                  | Lolita Morena                                                                     | Emanuela Gaggini | Michel Stocker                 |
| 1992 | Mariano Tschuor                                                    | Ivan Frésard                                                                      | Emanuela Gaggini | Michel Stocker                 |
| 1993 | Mariano Tschuor                                                    | Jean-Marc Richard                                                                 | Emanuela Gaggini | Michel Stocker                 |
| 1994 | Mariano Tschuor                                                    | Jean-Marc Richard                                                                 | Wilma Gilardi | Sandra Studer                  |
| 1995 | Heinz Margot                                                       | Jean-Marc Richard                                                                 | Joanne Holder | Deltog ikke                    |
| 1996 | Sandra Studer                                                      | Pierre Grandjean                                                                  | Joanne Holder | Yves Ménestrier                |
| 1997 | Heinz Margot & Roman Kilchsperger                                  | Pierre Grandjean                                                                  | Jonathan Tedesco | Sandy Altermatt                |
| 1998 | Heinz Margot & Roman Kilchsperger                                  | Jean-Marc Richard                                                                 | Jonathan Tedesco | Regula Elsener                 |
| 1999 | Sandra Studer                                                      | Jean-Marc Richard                                                                 | Jonathan Tedesco | Deltog ikke                    |
| 2000 | Sandra Studer                                                      | Jean-Marc Richard                                                                 | Jonathan Tedesco | Astrid Von Stockar             |
| 2001 | Sandra Studer                                                      | Phil Mundwiller                                                                   | Jonathan Tedesco | Deltog ikke                    |
| 2002 | Sandra Studer                                                      | Phil Mundwiller                                                                   | Jonathan Tedesco & Claudio Lazzarino                                                                                 | Diana Jörg                     |
| 2003 | Roman Kilchsperger                                                 | Jean-Marc Richard & Alain Morisod                                                 | Daniele Rauseo & Claudio Lazzarino                                                                                   | Deltog ikke                    |
| 2004 | Marco Fritsche                                                     | Jean-Marc Richard & Alain Morisod                                                 | Daniela Tami & Claudio Lazzarino                                                                                     | Emel Aykanat                   |
| 2005 | Sandra Studer                                                      | Jean-Marc Richard & Marie-Thérèse Porchet                                         | Daniela Tami & Claudio Lazzarino                                                                                     | Cécile Bähler                  |
| 2006 | Sandra Studer                                                      | Jean-Marc Richard & Alain Morisod                                                 | Daniela Tami & Claudio Lazzarino                                                                                     | Jubaira Bachmann               |
| 2007 | Bernard Thurnheer                                                  | Jean-Marc Richard (Alle shows) Henri Dès (Finale) Nicolas Tanner (Semifinale)     | Daniela Tami & Claudio Lazzarino                                                                                     | Sven Epiney                    |
| 2008 | Sven Epiney                                                        | Jean-Marc Richard & Nicolas Tanner                                                | Sandy Altermatt | Cécile Bähler                  |
| 2009 | Sven Epiney                                                        | Jean-Marc Richard & Nicolas Tanner                                                | Sandy Altermatt | Cécile Bähler                  |
| 2010 | Sven Epiney                                                        | Jean-Marc Richard & Nicolas Tanner                                                | Sandy Altermatt | Christa Rigozzi                |
| 2011 | Sven Epiney                                                        | Jean-Marc Richard & Nicolas Tanner                                                | Jonathan Tedesco | Cécile Bähler                  |
| 2012 | Sven Epiney                                                        | Jean-Marc Richard & Nicolas Tanner                                                | Clarissa Tami & Paolo Meneguzzi                                                                                      | Sara Hildebrand                |
| 2013 | Sven Epiney                                                        | Jean-Marc Richard & Nicolas Tanner                                                | Alessandro Bertoglio                                                                                                 | Mélanie Freymond               |
| 2014 | Sven Epiney, Peter Schneider & Gabriel Vetter                      | Jean-Marc Richard & Nicolas Tanner                                                | Alessandro Bertoglio & Sandy Altermatt                                                                               | Kurt Aeschbacher               |
| 2015 | Sven Epiney, Peter Schneider & Gabriel Vetter                      | Jean-Marc Richard & Nicolas Tanner                                                | Clarissa Tami & Paolo Meneguzzi                                                                                      | Laetitia Guarino               |
| 2016 | Sven Epiney, Peter Schneider & Gabriel Vetter                      | Jean-Marc Richard & Nicolas Tanner                                                | Clarissa Tami & Michele Carobbio                                                                                     | Sebalter                       |
| 2017 | Sven Epiney (Alle shows) Stefan Büsser & Micky Beisenherz (Finale) | Jean-Marc Richard & Nicolas Tanner                                                | Clarissa Tami (Alle shows) Sebalter (Finale)                                                                         | Luca Hänni                     |
| 2018 | Sven Epiney                                                        | Jean-Marc Richard & Nicolas Tanner                                                | Clarissa Tami & Sebalter                                                                                             | Letícia Carvalho               |
| 2019 | Sven Epiney                                                        | Jean-Marc Richard & Nicolas Tanner (Alle shows) Bastian Baker (Finale)            | Clarissa Tami & Sebalter                                                                                             | Sinplus                        |
| 2021 | Sven Epiney                                                        | Jean-Marc Richard & Nicolas Tanner (Alle shows) Joseph Gorgoni (Finale)           | Clarissa Tami (2. semifinale og finale) Sebalter (Finale)                                                            | Angélique Beldner              |
| 2022 | Sven Epiney                                                        | Jean-Marc Richard (Alle shows) Nicolas Tanner (Semifinaler) Gjon's Tears (Finale) | Clarissa Tami (Alle shows) Francesca Marigiotta (1. semifinale og finale) Boris Piffaretti (2. semifinale og finale) | Julie Berthollet               |
| 2023 | Sven Epiney                                                        | Jean-Marc Richard, Nicolas Tanner & Priscilla Formaz                              | Ellis Cavallini & Gian-Andrea Costa                                                                                  | Chiara Dubey                   |
| 2024 | Sven Epiney                                                        | Jean-Marc Richard & Nicolas Tanner (Alle shows) Julie Berthollet (Finale)         | Ellis Cavallini & Gian-Andrea Costa                                                                                  | Jennifer Bosshard              |
| 2025 | Patti Basler                                                       | Jean-Marc Richard & Nicolas Tanner                                                | Ellis Cavallini & Gian-Andrea Costa                                                                                  | Mélanie Freymond & Sven Epiney |

## Galleri
- Remo Forrer i Liverpool (2023)